# Discopodium
Discopodium är ett släkte av potatisväxter. Discopodium ingår i familjen potatisväxter.
Kladogram enligt Catalogue of Life:
| Discopodium | \| \| Discopodium eremanthum \| \| \| \| \| \| Discopodium penninervium \| \| \| \| |
|             | \| \| Discopodium eremanthum \| \| \| \| \| \| Discopodium penninervium \| \| \| \| |
|             | Discopodium eremanthum                                                              |
|             |                                                                                     |
|             | Discopodium penninervium                                                            |
|             |                                                                                     |